# Phạm Tuấn Hải
Phạm Tuấn Hải (* 19. Mai 1998 in Phủ Lý, Hà Nam) ist ein vietnamesischer Fußballspieler.

## Karriere

### Verein
Zur Saison 2018 ging er von der Jugend in die B-Mannschaft des Hà Nội FC über. Nach einem Ortswechsel durch den Stammklub, wurde aus der nun ehemaligen B-Mannschaft ein neuer Klub, womit er dann zum Hồng Lĩnh Hà Tĩnh FC gehörte. Hier stieg er mit der Mannschaft dann auch auf und bekam ab der Saison 2020 auch Einsätze in der V.League 1. Zur Spielzeit 2022 kehrte er dann nach Hanoi zurück.

### Nationalmannschaft
Sein erstes bekanntes Spiel für die vietnamesische Fußballnationalmannschaft war am 12. Oktober 2021 bei einer 1:3-Niederlage gegen den Oman in der Qualifikation für die Weltmeisterschaft 2022. Nach weiteren Qualifikations- und Freundschaftsspielen gehörte er dann auch zum Kader bei der Südostasienmeisterschaft 2022, in welcher er mit seinem Team auf dem zweiten Platz landete.
Ab Mitte November 2023 kam er dann auch in der Qualifikation für die Weltmeisterschaft 2026 zum Einsatz. Nach einem weiteren Freundschaftsspiel gehörte er dann auch zum Kader bei der Asienmeisterschaft 2024, wo er bei der 2:4-Auftaktniederlage gegen Japan sein Turnier-Debüt gab und die zwischenzeitliche 2:1-Führung in der 33. Minute erzielte.